# Корпорація «Магія»
Корпорація «Магія» (англ. Magic, Inc.) — фентезійний роман (за сучасним трактуванням — повість) Роберта Гайнлайна, вперше опублікований у вересні 1940 року журналом  «Unknown Fantasy Fiction» під назвоню «Диявол пише закони».
Пізніше включене в збірки: «Неприємна професія Джонатана Гоуґа» (1959), «Фантазії Роберта Гайнлайна» (1999).
2016 була номінована на нагороду премії «Г'юго» за 1941 рік як найкраща повість.
В сюжеті магія представлена звичайною професією, яка використовується бізнесом у різних галузях. Власник невеликого підприємства бореться із спробами підпорядкування магічних послуг корупційною корпорацією «Магія».

## Сюжет
Арчі Фрейзер — власник магазину будівельних матеріалів та виконавець будівельних підрядів. Не зважаючи на широке застосування магії іншими бізнесменами, Арчі мало використовує її, оскільки більшість його робіт пов'язана з «холодним залізом», яке непідвладне магії. Він також надає в оренду меблі та тенти, які не містять заліза, і виготовлені магією із використанням шматка оригінального виробу. Всі магічні вироби зникають після деякого часу, що є вигідним для орендування. Таку роботу виконують незалежні маги-контрактори. Одного разу сталось непорозуміння — був використаний фрагмент будинку і маг відтворив його у дворі. Арчі довелось підписати його «Демонстраційний екземпляр» і відкрити для відвідувачів.
Одного разу Арчі мало не став жертвою здирника, який вимагав в нього гроші за підтримку покровительство деякою магічною силою. Налякавши здирника, використавши його очевидні забобони, Арчі пішов до свого друга Джетсона, який використовував чимало магів у своїму виробництві одягу. Джетсон спеціалізувався на модному одязі на «один сезон», який після цього зникав. Він якраз проводив співбесіду з дівчиною-медіумом, яка створювала одяг з ектоплазми. Джетсон був незадоволений, оскільки весь одяг був копією вже існуючих моделей.
Джетсон та Арчі знайши і схопили невдаху-здирника та притягнули в магазин Арчі. Джетсон намалював навколо нього «магічне коло», ув'язнюючи його. Потім виготовив його ляльку вуду і почав колоти її. Здирник розколовся і пробубнів все, що він знав про свій «дах». Вони виштовхали його з магазину, зрозумівши, що більше користі з нього не буде.
Арчі почав докоряти Джетсону за його жорстокість, але той пояснив, що і магічне коло і лялька вуду працювали, тільки тому, що в це вірила їхня жертва.
Тут вони почули крик знадвору і вибігши побавили труп здирника, розтятий від плечей до пояса.
Повільно бізнес Арчі почав страждати від загадкових подій, його робітники почали боятись знаків прокляття на будівництві. Одного ранку весь магазин був зруйнований духами стихій: вогню, землі та води.
Джетсон спочатку порадив звернутись до престижного мага Бідла, який напнув тент біля магазину, але після деяких спроб, заявив, що нічого не можна вдіяти, і вони винні йому $500 «за огляд». Джетсон порадив йому забути про гроші, оскільки така плата не була оговорена попередньо і маги як і адвокати, отримують гонорар в разі успіху.
Бідл зник розлючений. В цей момент молодий маг Боді, який все це бачив, порадив їм звернутись до старої відьми місіс Дженінгс.
Відьма прийняла їх у своєму маленькому, але ошатному будинку. Після ворожіння на чайних листках, місіс Дженінгс відповіла, що знає, що їм потрібно. Біля магазину Арчі вона намалювала пентаграму і прикликала духів стихій до себе: гнома, ундину та вогняну саламандру. Гном та ундина були розлючені, а наївна саламандра не розуміла, що поганого у вогні, який вона спричинила, хоча визнала, що жалкує про завдану шкоду. Місіс Дженінгс заставила їх всіх відновити зруйноване. Стався гучний гуркіт і магазин був повністю відновлений.
Дивні речі тепер почали відбувадить навколо Арчі. Декілька разів від небезпеки його рятувало дистанційне втручання місіс Дженінгс. Вона запросила консультувати Джетсона антрополога доктора Роуса Вортінгтона, який був «винюхувачем відьм». Це був крупний негр в дорогому костюмі. Він заявий, що може знайти і нейтралізувати чорну магію. Під час свого ритуалу він виявив багато незвичної магії, і щоб бути впевненим, що вона не повернеться, він залишив свого дідуся (його тсантсу) наглядати за приміщенням.
Тим часом асоціація «професійних магів» до якої належав Бідл, створена, начебто, для забезпечення високих стандартів, продовжувала переслідувати Арчі через гонорар Бідлу.
Також з'явилось нове кадрове агентство «Корпорація Магія», яке знаходило роботу для магів, але змушувало укладати з ним ексклюзивні контракти.
Виявилось, що за обидвома організаціями стоїть одна людина, містер Дітворт. Джетсон з'ясував, що він подав законопроєкт до конгресу штату про регулювання магічної діяльності, який даватиме його професійній асоціації монопольні права.
Джетсон та Арчі від імені малого бізнесу їхнього міста направляються в столицю штату, щоб відвернути прийняття цього закону. Але Дітворт перемагає в закулісній боротьбі, домігшись приєднання свого законопроєкту до важливої суспільної ініціативи, таким чином зробивши його прийняття неминучим. Хоча Дітворт допустився єдиної помилки, при його проході біля великого зеркала, друзі помітили, що він не має відображення в зеркалі, видаючи те, що він є демоном.
Одразу після вступу закону в силу, тільки маги, що мали контракти із «Корпорацією Магія» змогли легально працювати, у всіх хто відмовляявся від співпраці, професійні ліцензії були не продовжені по надуманим причинам підконтрольною асоціацією «професійних магів». Для бізнесменів споживачів магічних послуг корпорація збільшила ціну в 7 разів.
Джетсон виявив, що Дітворт спромігся провести подібні закони у всіх штатах, зробивши співпрацю з «Корпорацією Магія» неминучою.
Ройс, Джетсон, Боді та Арчі зустрілись в домі місіс Дженінгс. Вони розробили план візиту в Напів-Світ, володіння демонів і самого Сатани, щоб позмагатись з Дітвортом.
Боді залишився охороняти портал утворений в каміні місіс Дженінгс, тоді як Джетсон (перетворений в напів-тваринну подобу), Ройс (у своєму робочому костюмі) та Арчі супроводжували місіс Дженінгс, яка на здивування Арчі, перетворилась на юну вродливу рудоволосу Аманду Дженінгс, якою була в молодості.
В Напів-Світі, закони звичаїв та накази мають превагу над законами природи. Мандрівники одразу направляються до Сатани і вимагають опізнання демона, як того дозволяють звичаї. Зустрівшись з вишикуваними легіонами демонів, Ройс, Арчі та кіт місіс Дженінгс починають їх обхід. Джетсон та Аманда залишаються заручниками, їхня доля залежить від успіху упізнання. Під кінець обходу, в одному із генералів упізнають Дітворта, він намагається вирватись, але один із демонів допомагає скрутити його. Демон виявляється агентом ФБР.
Відповідно до звичаїв, Аманда вимагає поєдинку з Дітвортом. Дітворт відмовляється, і погоджується на вирок Сатани за поразку від білої магії. Його ув'язнюють «тисячу тисяч років», що є досить легким покаранням, але задовільняє потерпівшу сторону.
Сатана вимагає, щоб агент ФБР залишився в Напів-Світі, але після погрози Аманди викликати його на поєдинок, відпускає його. Всі повертаються додому через залишений портал і агент ФБР, який виявився знайомим Боді, перетворюється знову на людину в костюмі і капелюсі-федора, коротко розповідає, що працював над справою Дітворта з іншого боку і опинився в пастці Напів-Світу, після чого зникає писати звіт в Бюро.
Арчі підкорений красою Аманди, крутиться навколо неї, але вона залишається холодною з ним. Він ночує в неї на канапі і на ранок знову зустрічає місіс Дженінгс у своєму звичному вигляді. Бізнес Арчі відновлюється, одразу після того як схеми Дітворта розвалюються.